# 青木雄二
青木 雄二（あおき ゆうじ、1945年6月9日 - 2003年9月5日）は、日本の漫画家・エッセイスト。京都府加佐郡大江町（現・福知山市）生まれ。岡山県久米郡弓削町（現・久米南町）出身。

## 来歴
1964年、岡山県立津山工業高等学校土木科を卒業。在学中は野球部に所属し、ポジションはキャッチャーだった。卒業後は兵庫県神戸市の山陽電気鉄道に入社。
1969年、当時の山陽電気鉄道は学歴を重視する方針だったことに不満を感じ、入社から5年で同社を退社。地元岡山県に戻り久米南町役場の職員になるが、結局田舎での生活に嫌気がさし、3ヶ月で退職。大阪に出てビア・ホールでアルバイトを始める。その後はパチンコ店の店員やキャバレーのボーイ等の水商売を中心に約30種類以上の職を転々とした。この経験が漫画を描く上で大いに参考になったという。本人によると一番楽だった仕事は公務員で、肉体的に一番キツかったのがパチンコ屋、精神的に一番キツかったのが漫画家だったとのことである。当時のパチンコ店内は大音量のBGMが流れ、タバコを吸う客が多く店内の空気が非常に悪かったため、パチンコ店の店員は大変だったと語っている。
1995年、19歳年下の女性と50歳で結婚。妻とは行きつけの喫茶店で知り合ったと語っていたが、青木の死後に妻が自著『夫・青木雄二―ナニワの異端漫画家の真実』で北新地のホステスと客として出会ったと明らかにした。55歳で男児をもうけている。青木自身は50回以上の見合いを経験した。
1990年に連載を始めた『ナニワ金融道』の売上が1997年3月に1000万部を突破し、「一生暮らせるだけの金は稼いだ、残りの人生は遊んで暮らす」と宣言。漫画執筆活動を引退し、余生を自由気ままに過ごす予定だったが、活字の執筆や講演依頼が多く、引退後も忙しかった。その模様をTBS・JNN報道特集に「ナニワ金融道 青木雄二の素顔」として密着取材され、青木の数少ない映像記録となった。
2003年9月5日、肺癌のため死去。58歳没。

## 執筆活動
1970年に「屋台」がビッグコミック新人賞佳作に入選。佳作賞金として7万円を手にするも、連載等の声が全くかからなかったため、佳作に入選した「屋台」を持ってデザイン会社に売り込みをして就職し3年間勤めた。
1975年に独立してデザイン会社「青木デザイン」を起業する。起業当初は一人で全ての業務を行っていたが、事業拡大のために従業員を雇うようになる。経営は順調に思えたが、数々の取引先から支払いを「もう少し待ってくれ」と言われ続け、資金繰りが苦しくなる。そんな状況にも関わらず、青木の「他者に金銭的迷惑をかけない」という信条により、従業員の給料や自社からの支払いは一度も遅れる事なくしっかりとこなしていた。次第に状況が悪化して借金を背負い、1983年倒産。ここでの経験がその後の作品を描く上で大いに参考になったという。この期間も漫画を描き続け、実業之日本社を中心に投稿を続けるが、「現象形態と本質」が1987年頃に週刊漫画サンデーに掲載されたものの、ほとんど掲載されるには至らなかった。
1989年、「50億円の約束手形」でアフタヌーン四季賞佳作に入選、1990年に「彼岸と此岸の間で」で準入選を受賞し、同年に代表作の「ナニワ金融道」（週刊モーニング）で漫画家として45歳でデビューした、遅咲きの漫画家であった。
自らマルクス主義者を標榜し、現代社会への批判が常に著作の根底にあった。そのため右翼団体によって攻撃の対象とされていた。日本共産党の演説会に弁士として招かれたことがあり、講演会や赤旗紙上に晩年までたびたび出ていた（が、あまりに教条的なマルクス主義論を壇上でぶったため、二度とお呼びが掛からなかったという逸話もある）。新左翼系の都政を革新する会の支持者名簿に名を連ねることもあったが、当人は「『目的のためには手段を選ばず』ではなく、目的達成のためには手段は選ばなくてはならない」と冒険的な武力闘争を否定するなど、過激派的路線とは一線を画していた。また、マルクスとともにドストエフスキーに傾倒しており、著書ではドストエフスキーの作品についてしばしば言及している。
契約書の一字一字や畳の目の一本一本を描き込むなど、緻密な描き込みをポリシーとしていた。そのため、腱鞘炎になってしまい、『ナニ金』の連載終了とともに漫画家を引退したのはこのことによる過労のためとも言われる。緻密な描き込みについては「スクリーントーンを全く使わない」と形容されることがあるが、実際には多少は使用している。
漫画家引退後は朝日新聞夕刊にコラム「ナニワ資本論」を連載していた。イラストも自らが描いていた。原稿料は3Pで10万円。
著作の『ナニワ金融道』は金融ネタの漫画がブレイクするきっかけとなった。後発の高利貸しを主人公にした作品『ミナミの帝王』に対しては、同作品の映画で著作権を侵害されたせいか、作中で"パクリの帝王"なる作品を描写するなど敵視していた。また、『ミナミの帝王』主人公の「萬田銀次郎」をパロディにしたトイチの闇金「銭田掏二朗」を敵役として登場させ、灰原たちにへこまされるというエピソードも描いた。なお、この著作権問題は訴訟となり、『ミナミの帝王』側が『モーニング』に謝罪広告を出している。
現在、青木雄二監修・原案とクレジットの入った作品がいくつか存在する。
岡山県で少年期を過ごした経験から「岡山の人間は薄情だ」と非難していたとされるも、実際には岡山を何度か訪れ、講演や選挙での応援演説などを行なっていた。

## 受賞歴
- 1970年度 - ビッグコミック新人賞佳作
- 1989年度 - アフタヌーン四季賞佳作
- 1992年度 - 第16回講談社漫画賞
- 1998年度 - 第2回手塚治虫文化賞優秀賞受賞

## 特徴
- 「お国は一切信用していません」と言って、国民年金を支払わず、そのことを本人は誇りに思っていた。しかし、国民健康保険は支払っていた[11]。
- 自民党に対して「いったいどこが自由で民主主義的な党やねん!!」と言って嫌っていた。それを裏付けるかのように、青木は日本共産党を熱烈に支持していた[11][12]。
- 青木は資本主義社会に対しても批判的な態度を度々示しており、「元々資本主義社会が競争社会でしかない以上、平等も自由も存在できるわけがない」と語っている。そして、「資本主義社会の悪い点を一つ一つ是正していけば、最終的には日本は共産主義社会に移行せざるをえなくなる」と、共産主義を支持していた[10]。
- 車の免許を持っていなかったので、ドライブするときは妻の運転だった[10]。後に免許を取得し、スウェットにつっかけ姿で黄色いポルシェに乗っていた。なお、著書では岡山にいた頃、田舎だった為、無免許運転した事があるとの記述がある。
- 飼い犬の名前はドーベルマンの“龍太郎”[10]。大嫌いな自民党の首相であった橋本龍太郎を飼い犬に名付ける青木らしいセンスだが、その名前に反し、可愛がりすぎて人なつっこくなってしまい、番犬として役に立たなかった。
- 無神論者であり、日々「神はおらん」と言っていた[13]。その考え方は青木の作品によく出ている。愛読書でもあるカール・マルクスの『資本論』やドストエフスキーの『罪と罰』を読んだ影響から、無神論者になった。無神論の考えは死後に執り行われた自身の葬儀においても貫かれており、葬儀の内容は全て無宗派で行われた。当然のことながら、戒名も付けられていない[6]。
- スクリーントーンをあまり使わない。「あんなもんは手抜きや」と言って使わなかったが、デザイン会社時代の経験から「手抜きしたら、売れへんと思った」からであったという[9]。また、自分の思っていることを描く漫画作品という物において、既存のスクリーントーンを使うことは読む人に気持ちが伝わらないという考えがあったからである[13]。そのため、『ナニワ金融道』連載中に腱鞘炎になったこともある[9]。読者や関係者からは「これだけ細かく描いてれば腱鞘炎にもなるよ」と言われる程、作品に拘りを持っていた。
- 枠線、効果線を除き、人物から背景等も全て定規を使わないフリーハンドで描いている。その方法はアシスタントにも徹底されている。
- 超ヘビースモーカーであり、数十分で灰皿が山盛りになるほどであった。吸っていた銘柄はハイライト[8]。また自身の漫画でも喫煙や飲酒運転のシーンが多い。58歳での死因は肺癌であった。

## 作品リスト

### 漫画作品
- ナニワ金融道（モーニング、1990年-1997年）単行本は全19巻。のち文庫化。
- 桃源郷の人々（娯楽王、2002年/漫画アクション、2003年）原作。同タイトルの青木の小説を佐藤量の作画によって漫画化したもの。全2巻（ISBN 978-4575828313、ISBN 978-4575829846）。2006年に「桃源郷の人々 淀川河川敷のユートピア」というタイトルで1冊にまとめられている（ISBN 978-4575993288）。
- 大阪裏稼業列伝　ナニワの虎（娯楽王、2002年）原作。作画：いつきたかし、原案協力：夏山静香。全４話の連載。

#### 監修・原案
- カバチタレ!（モーニング、1999年-2005年）監修。作画は元アシスタントの東風孝広、原作は田島隆。
- 日掛け金融地獄伝 こまねずみ常次朗（ビッグコミックスペリオール、2001年-2004年）監修。作画は吉本浩二、原作は秋月戸市。
- 日掛け金融伝 こまねずみ出世道（ビッグコミックスペリオール）原案。作画は吉本浩二、原作は秋月戸市。
- ダボハゼ（娯楽王、2002年）原案。原作：秋月戸市、作画：佐藤由男。
- ご利用は計画的に!?（娯楽王、2002年）原案。原作：本田哲也、作画：宮尾たけし。読切作品。

#### 青木雄二プロダクション名義
- エドゼニ（コミック乱ツインズ、2025年[14] - ）漫画：コヤマサトシ、シナリオ：秋月戸市。

### 作品集
- さすらい―青木雄二傑作集（マガジンハウス、1997年6月、ISBN 978-4838709021）短編集。

「邂逅」「ローカル線」「ラテン喫茶の頃」「淀川河川敷」「悲しき友情」の短編5本を収録。
- 青木雄二漫画短編集（広済堂文庫、2002年12月、ISBN 978-4331653333）短編集。

「邂逅」「ローカル線」「ラテン喫茶の頃」「淀川河川敷」「悲しき友情」「屋台」の短編6本を収録。

#### 青木雄二漫画短編集完全版 ゼニの掟編
廣済堂出版、2006年2月 ISBN 978-4331511435
- 50億円の約束手形
- 淀川河川敷
- ラテン喫茶の頃
- ローカル線（青木の故郷である久米南町に位置する弓削駅が登場する）
- 屋台
- 盛場ブルース

#### 青木雄二漫画短編集完全版2 ゼニと欲望編
廣済堂出版、2006年4月 ISBN 978-4331511572
- 彼岸と此岸の間で
- 現象形態と本質
- 邂逅
- 悲しき友情
- 鉄道（最初の勤務先であった山陽電気鉄道が舞台となっている）
- ある批評家

### 小説
- 桃源郷の人々（メディアファクトリー、2001年11月、ISBN 978-4840103251）

### エッセイ

#### 単行本

##### 単著
- ナニワ金融道カネと非情の法律講座（講談社、1994年7月、ISBN 978-4062065177）

- ゼニの人間学 社会の裏のカラクリを暴いたるで!（ロングセラーズ、1995年7月、ISBN 978-4845411191）のち文庫化、新書化。

- ボクの人生道 学歴社会が気にいらんのや（フォーラムA、1996年9月、ISBN 978-4894280830）
- ナニワ青春道（ぶんか社、1996年10月、ISBN 978-4821105250）

- ナニワ金融道 だまされたら、アカン!―語り下ろし（講談社、1997年4月、ISBN 978-4063380132）
- 青木雄二の財テク論（ぶんか社、1997年4月、ISBN 978-4821105434）
- 罪と罰 ナニワ人生学（角川春樹事務所、1997年5月、ISBN 978-4894560659）のち文庫化。
- 男と女のゼニ学（ワニブックス、1997年7月、ISBN 978-4847012822）のち廣済堂から文庫化。
- ナニワ青春道 完結編（ぶんか社、1997年8月、ISBN 978-4821105441）
- ナニワ錬金術 唯物論（徳間書店、1997年9月、ISBN 978-4198607609）のち文庫化。
- 青木雄二のゼニと資本論 「ゼニの地獄」脱出法、ボクが教えたる!（大和書房、1997年11月、ISBN 978-4479790280）のちに光文社から文庫化。

- 青木雄二のゼニと世直し 現代日本のていたらく、ボクが言わんで誰が言う!（大和書房、1998年5月、ISBN 978-4479790310）
- ゼニの幸福論（角川春樹事務所、1998年6月、ISBN 978-4894561342）のち文庫化。
- ナニワ金融道 なんでもゼニ儲けや!（講談社、1998年11月、ISBN 978-4062690393）のち文庫化。

- ナニワの土性っ骨 青木雄二の大阪学入門（大和書房、1999年2月、ISBN 978-4479790419）
- ナニワ憲法宣言（角川春樹事務所、1999年4月、ISBN 978-4894561496）のち文庫化。
- 青木雄二のナニワ資本論（朝日新聞社、1999年5月、ISBN 978-4022573964）のち文庫化。
- ゼニ論十番勝負 カネの修羅場を勝ち抜く鉄則100カ条（ザマサダ、1999年5月、ISBN 978-4915977893）のち廣済堂から文庫化。
- 一発逆転!ナニワ人生論（ぶんか社、1999年5月、ISBN 978-4821106691）のち徳間書店から文庫化。
- ナニワ金融道 ゼニの魔力―世の中のカラクリがわかるマルクスの経済学（講談社、1999年8月、ISBN 978-4062690836）のち文庫化。
- 天下取ったる! 天の巻（ぶんか社、1999年8月、ISBN 978-4821106806） のち河出書房から文庫化。
- ボロ儲け経済学―ゼニのカラクリ明かします（光文社、1999年9月、ISBN 978-4334006570）のち文庫化。
- 天下取ったる! 地の巻（ぶんか社、1999年10月、ISBN 978-4821106813）のち河出書房から文庫化。
- 天下取ったる! 人の巻（ぶんか社、1999年10月）ISBN 978-4821106820 のち河出書房から文庫化。
- ゼニのしくみ 知らなかったではすまされない 学校では絶対に教えてくれないカネのうらおもて（大和書房、1999年10月、ISBN 978-4479790488）
- ザ・青木雄二 わしのアタマのなか全部見せたる!（マガジンハウス、1999年10月、ISBN 978-4838710973）

- 青木雄二のゼニの教育論 「人生とゼニ」ホンマの価値観を知れ!（青春出版社、2000年1月、ISBN 978-4413031745）
- 青木雄二 ゼニ手帖 大儲け裏金融情報ハンドブック（ザマサダ、2000年2月、ISBN 978-4883970056）
- オモテ金融（アスキー、2000年2月、ISBN 978-4757207066）のち徳間書店から文庫化。
- ウラ金融（アスキー、2000年2月、ISBN 978-4757207073）のち徳間書店から文庫化。
- 青木雄二のジュニアのための『ゼニ学』講座〈2〉ゼニの“嘘”に騙されたらアカン（汐文社、2000年3月、ISBN 978-4811373171）
- 青木雄二のジュニアのための『ゼニ学』講座〈3〉ゼニの“魔力”に負けん知恵（汐文社、2000年4月、ISBN 978-4811373188）
- 青木雄二の世界文学講座 ドストエフスキー罪と罰（講談社、2000年4月、ISBN 978-4063300970）
- 青木雄二の速学 金儲け道「億万長者になる方法教えたる!」（メディアファクトリー、2001年2月、ISBN 978-4840102315）
- 青木雄二の速学 教育道「キレない子どもの育て方教えたる!」（メディアファクトリー、2001年2月、ISBN 978-4840102322）
- 青木雄二の速学 世直し道「悪徳日本に翻弄されない知識教えたる!」（メディアファクトリー、2001年3月、ISBN 978-4840102612）
- 青木雄二の速学 運命道「生き地獄からの逃げ道教えたる!」（メディアファクトリー、2001年3月、ISBN 978-4840102629）
- もっとしたたかに生きなアカン 独学サバイバル人生術（ベストセラーズ、2001年3月、ISBN 978-4584159224）
- こんな世の中でもゼニをふやす法 絶対、得するお金とのつき合い方（大和書房、2001年5月、ISBN 978-4479790624）
- 財テク幻想論（河出書房、2001年6月、ISBN 978-4309406312）
- 青木雄二のイテこましタレッ ナニワ流生活防衛講座（講談社、2001年6月、ISBN 978-4063301267）
- ナニワ金融道ゼニの実学 スーパー不況を乗りきる青木流新経済学（講談社、2001年8月、ISBN 978-4062691512）
- 銭道（小学館、2001年8月、ISBN 978-4093713719）

- 激刊!青木雄二『銭』（主婦と生活社、2002年 - 2003年） 全8巻。
- 青木雄二のヴェニスの商人 裏か表か、嘘か真か見抜いたる!（フォーラムA、2002年4月、ISBN 978-4894282612）
- 青木雄二の二十世紀事件簿 犯罪・社会篇（河出書房、2002年5月、ISBN 978-4309014678）
- 銭道 さすらい編（小学館、2002年6月、ISBN 978-4093713726）
- 青木雄二の二十世紀事件簿―芸能・風俗篇（河出書房、2002年6月、ISBN 978-4309014708）
- だまされたらあかん 保険の裏カラクリ（徳間書店、2002年7月、ISBN 978-4198917296）
- 青木雄二のナニワ流ゼニの哲学（成美堂出版、2002年7月、ISBN 978-4415069906）
- 青木流人間鑑定図鑑 一瞬に読む145の方程式（講談社、2002年8月、ISBN 978-4063301731）
- 青木雄二のナニワ漫画家成功物語（青山書籍、2002年10月、ISBN 978-4901999007）
- 「ゼニ」と「人生」のつくり方（ベストセラーズ、2002年11月、ISBN 978-4584159576）
- 青木雄二ゼニ事典 大儲け実用ガイド（廣済堂出版、2002年12月、ISBN 978-4331509395）

- 青木雄二のどついたれッ ガケっぷち人生脱出講座（講談社、2003年5月、ISBN 978-4063645149）
- 青木雄二のゼニの超節約道（ゴマブックス、2003年9月、ISBN 978-4777100057）
- 「銭」の教訓。世の中をしっかり見なあかん（主婦と生活社、2003年10月、ISBN 978-4391128741）
- 僕が最後に言い残したかったこと（小学館、2003年10月、ISBN 978-4093713733）
- 子育て・個育て・心育て 青木雄二のサバイバル育児論（講談社、2003年10月、ISBN 978-4063645255）
- 年収0円のサバイバル生活術 青木雄二からの遺言（PHP研究所、2003年12月、ISBN 978-4569632582）

- 年収0円のサバイバル生活術 図解とマンガでわかる!愛蔵版（PHP研究所、2005年3月、ISBN 978-4569641652）
- 青木雄二の!「漫画と図解」ボロ儲けのカラクリ（廣済堂、2005年9月、ISBN 978-4331511183）

- 図解 年収0円からゼニを稼ぐ方法 マンガでわかる銭人の哲学（PHP研究所、2006年6月、ISBN 978-4569652573）
- 青木雄二の「漫画と図解!」女とゼニのカラクリ（廣済堂、2006年12月、ISBN 978-4331512005）
- 非サラリーマン宣言 下流社会を「生きる」10の知恵（あおば出版、2006年12月、ISBN 978-4873177922）
- 銭を儲けるには、金のしくみを知らんと話にならんで!!（あおば出版、2006年12月、ISBN 978-4873177939）

- 銭のしくみを知った奴に贈る、究極の儲け話しや!!（あおば出版、2007年1月25日、ISBN 978-4873177977）

- 青木雄二のナニワ錬金術―ダマされない、損しない、儲けたい!（徳間書店、2010年5月、ISBN 978-4198629588）
- 青木雄二の「漫画と図解!」超ボロ儲けの裏ワザ（廣済堂出版、2010年12月、ISBN 978-4331515112）

##### 共著
- 土壇場の経済学（南風社、1998年7月、ISBN 978-4931062160）宮崎学との共著。のち幻冬舎から文庫化。
- 「腐れ資本主義」の世を生き抜け（光文社、1999年5月、ISBN 978-4334972219）佐高信との共著。
- ゼニで死ぬ奴、生きる奴（経済界、2000年1月、ISBN 978-4766781984）横田濱夫との共著。のちに講談社から文庫化。
- ナニワ英語道 ホンネが通じる英会話（講談社、2000年2月、ISBN 978-4062564144）松本道弘との共著。のち文庫化。
- ナニワ革命道（徳間書店、2000年7月、ISBN 978-4198612146）竹内義和との共著。
- ナニワ金融道 天下大乱 こんなにも凄まじい時代を生き抜く23のヒント（講談社、2000年8月、ISBN 978-4063301045） 三局A特別チームとの共著。
- ゼニと成功法則（ベストセラーズ、2000年10月、ISBN 978-4584159194）
- 不況に克つ!!ゼニ学（ワニブックス、2000年12月、ISBN 978-4847013454）
- 「マネー」より「ゼニ」や!（ダイヤモンド社、2001年2月、ISBN 978-4478600313）日下公人との共著。
- アウトローを生きる（経済界、2001年5月、ISBN 978-4766782226）梁石日との共著。
- 銭で成功した奴 失敗した奴 青木雄二VS岸部四郎（ぶんか社、2001年5月、ISBN 978-4821107353）岸部四郎との共著。
- チホー議会の闇の奥（明月堂、2001年12月、ISBN 978-4883791026）戸田ひさよしとの共著。
- 悪魔の予言 日本は破滅に向かうのか、救いはあるのか（五月書房、2002年11月、ISBN 978-4772703765）金子勝との共著。
- 独断・これが日本だ。（幻冬舎、2003年2月、ISBN 978-4344403291）北野誠との共著。のち文庫化。
- ほんまは、誰が一番強いんや!? 究極の人生論（澪標、2004年1月、ISBN 978-4860780210）佐々木敬二、竹内義和との共著。
- カネに勝て!続・土壇場の経済学（南風社、2004年9月、ISBN 978-4931062214）宮崎学との共著。

#### 新書
- ボロ儲け経済学―ゼニのカラクリ明かします（カッパ・ブックス、1999年9月）
- まんが 勝ち逃げ資本論―ワシもたまげた“ボロ儲け”（カッパ・ブックス、2000年2月）のち文庫化。
- 火事場の経済学―沈没寸前!この国に逃げ場はあるのか?（プレイブックス、2003年7月） 金子勝との共著。
- 青木雄二のゼニと病気（青春出版社、2003年11月、ISBN 978-4413040778）
- 青木雄二の人生 金言・名言・提言 集（アントレックス、2004年）
- ゼニの人間学（ロング新書、2009年5月）

#### 文庫
- ゼニの人間学（ハルキ文庫、1998年5月）
- 人生道（徳間文庫、1998年12月）
- 罪と罰―ナニワ人生学（ハルキ文庫、1998年12月）
- ゼニの幸福論（ハルキ文庫、1999年5月）
- 土壇場の人間学（幻冬舎アウトロー文庫、1999年7月）宮崎学との共著。
- 唯物論―ナニワ錬金術（徳間文庫、1999年9月）
- 泣き寝入りしないための弁護士の知恵（講談社プラスアルファ文庫、1999年12月）石井誠一郎との共著。

- ナニワ英語道 ホンネが通じる英会話（講談社プラスアルファ文庫、2000年2月）松本道弘との共著。
- 土壇場の経済学（幻冬舎アウトロー文庫、2000年4月）宮崎学との共著。
- ナニワ憲法宣言（ハルキ文庫、2000年5月）
- ゼニの「人生指南」―知らなきゃ大損!お金の「実践知識」（知的生きかた文庫、2000年8月）
- 青木雄二のゼニと資本論―「ゼニの地獄」脱出法、ボクが教えたる!（知恵の森文庫、2000年9月）
- ナニワ青春道 立身篇（河出文庫、2001年3月）
- ナニワ青春道 出世篇（河出文庫、2001年3月）
- 天下取ったる! 天の巻（河出文庫、2001年4月）
- 天下取ったる! 地の巻（河出文庫、2001年4月）
- 天下取ったる! 人の巻（河出文庫、2001年4月）
- 青木雄二のナニワ資本論（朝日文庫、2001年6月）
- 財テク幻想論（河出文庫、2001年6月）
- 男と女のゼニ学（広済堂文庫、2001年8月）
- 青木雄二のゼニと世直し―現代日本のていたらく、ボクが言わんで誰が言う!（青春文庫、2001年10月）
- 青木雄二の「ゼニ儲け」全部教えよう―目からウロコのナニワ流金満リッチ道（成美文庫、2001年11月）
- ナニワ金融道　なんでもゼニ儲けや！（講談社プラスアルファ文庫、2001年11月）
- ボロ儲け経済学―ゼニのカラクリ明かします（知恵の森文庫、2001年12月）
- 一発逆転!ナニワ人生論（徳間文庫、2002年1月）
- ゼニ論十番勝負―カネの修羅場を勝ち抜く鉄則100カ条（広済堂文庫、2002年1月）
- オモテ金融（徳間文庫、2002年3月）
- ウラ金融（徳間文庫、2002年5月）
- 青木雄二のナニワ流ゼニの哲学（成美文庫、2002年7月）
- だまされたらあかん保険の裏カラクリ（徳間文庫、2002年7月）
- ゼニで死ぬ奴、生きる奴（講談社文庫、2002年9月）横田濱夫との共著
- 青木雄二の一生困らない「ゼニ儲け」のツボ―低成長時代「マネー新常識」全部教えたる!（成美文庫、2002年12月）
- ナニワ金融道　ゼニのカラクリがわかるマルクス経済学（講談社プラスアルファ文庫、2003年1月）
- 独断・これが日本だ。（幻冬舎アウトロー文庫、2003年2月）北野誠との共著。
- 青木雄二のゼニの教科書（青春文庫、2003年2月）
- ボッタクリ資本論―ゼニが来るヤツ逃げるヤツ（知恵の森文庫、2003年5月 ）
- 青木雄二の借りたカネ帳消し術―ナニワの借金常識を教えたる!（成美文庫、2003年6月）
- 知らなきゃ大損!ゼニの「人生指南」―これがゼニを増やす「最初の一歩」や!（王様文庫、2003年7月）
- ゼニの恋愛学―だまされたらあかん（徳間文庫、2003年9月）
- 青木雄二金言集―ゼニ一日一言365日（広済堂文庫、2003年12月）
- 銭道 入門編（小学館文庫、2005年4月）
- 銭道 実践編（小学館文庫、2005年5月）
- 銭道 恋愛編（小学館文庫、2005年6月）
- ナニワ金融道　スーパー不況を乗りきるゼニの実学（講談社プラスアルファ文庫、2009年6月）

### 映像作品

#### テレビドラマ
- ナニワ金融道（1996年～2005年、フジテレビ、シリーズ全7作）
- OL銭道（2003年、テレビ朝日）

#### 映画
- 金融破滅ニッポン 桃源郷の人々（2002年）[15]小説「桃源郷の人々」が原作。
- 劇場版 ナニワ金融道
  - 劇場版 ナニワ金融道 灰原勝負! 起死回生のおとしまえ!!（2005年）
- 晴れたらポップなボクの生活（2006年）短編漫画「淀川河川敷」が原作。

#### オリジナルビデオ
- ゼニ学（1999年～2000年、シリーズ全3作）
  - ゼニ学～浪花裏金融伝～
  - ゼニ学～禁断の錬金術～
  - ゼニ学～悪女の決算編～
- 裏ゼニ学（2001年、シリーズ全2作）
  - 裏ゼニ学～法の穴商売～
  - 裏ゼニ学2～なにわ(金)法廷～
- 銭道（2004年～2005年、シリーズ全6作）
  - 銭道
  - 銭道2 借金地獄抜け道指南
  - 銭道3 なにわ金融指南
  - 銭道4 男と女の金融講座
  - 銭道5 無限連鎖講
  - 銭道6 地獄の債権回収 最終章

## アシスタント
- 東風孝広
- 松永豊和